# Francis Zamponi
Pour les articles homonymes, voir Zamponi.
Francis Zamponi, né le 8 avril 1947 à Constantine, en Algérie, est un ancien journaliste et responsable du secteur « Intérieur » du journal Libération, devenu écrivain. 

## Biographie
« Né d'un père policier corse et d'un mère institutrice pied-noir, il vit jusqu'à l'âge de onze ans en Algérie ». Il fait des études de sociologie à l'Université de Nanterre et obtient sa licence en juin 1968.
Son domaine est l'histoire de l'Algérie entre les années 1940 et l'indépendance, pour lequel il a écrit plusieurs romans policiers historiques, dont Mon colonel, adapté pour le cinéma en 2006, grâce à un scénario de Costa-Gavras et Jean-Claude Grumberg, pour le film intitulé Mon colonel, réalisé par Laurent Herbiet. 
Francis Zamponi est l'un des premiers à parler ouvertement des massacres de Setif et de Guelma. Enfant d'un père commissaire de police à Constantine et Sétif et d'une mère institutrice algéroise, il a passé son enfance à Sétif pendant la guerre d'Algérie. Il participe au mouvement du 22 mars en 1968, avant de devenir journaliste. Il a gardé de solides amitiés avec des intellectuels algériens. 
Depuis 2009, son nouveau domaine de prédilection est le roman noir.

## Œuvre
- La Meilleure Police du monde, Paris, Gembloux, Éditions Duculot, 1978
- Sur la terre comme au ciel. Pour une nouvelle morale laïque, Paris, Éditions Calmann-Lévy, 1989
- La Police, combien de divisions ?, Paris, Éditions Dagorno, coll. « Combien de divisions ? », 1989
- Les RG à l'écoute de la France. Police et politique de 1981 à 1997, Paris, Éditions La Découverte, 1998
- Jean Moulin : mémoires d'un homme sans voix, Paris, éditions du Chêne, 1999 (en collaboration avec Nelly Bouveret)
- Mon colonel, Paris-Arles, Actes Sud, coll. « Babel noir poche » no 375, 1999 - (roman policier historique) ; réédition, Arles, Actes Sud, 2006
- In nomine patris, Paris-Arles, Actes Sud, coll. « Babel noir poche » no 422, 2000 - (roman policier historique); réédition, Arles, Actes Sud, coll. « Babel noir » no 29, 2009
- Le Don du sang, Paris-Arles, Actes Sud, coll. « Babel noir poche » no 491, 2001 - (roman policier historique) ; réédition, Arles, Actes Sud, coll. « Babel jeunesse », 2008
- Montpellier, métropole du sud, Paris, Librairie Arthème Fayard, 2001
- Vendetta corsa, Paris, Éditions Noesis, 2003 - (roman)
- Histoire secrète de la Ve République, Paris, Éditions La Découverte, coll. « Cahiers libres », novembre 2006, 752 p. (ISBN 978-2-7071-4902-2) - ouvrage collectif
- On m'appelle Eagle Four, Paris, Éditions du Seuil, 2007
- La Naissance de ce roman (virtuel)
- L'Œil du prince, Éditions Atelier de presse, 2007 - (roman policier)
- Le Boucher de Guelma, Paris, Seuil, 2007 - (roman policier historique) ; réédition, Paris, Gallimard, coll. « Folio policier » no 621, 2011
- Site du Pont du Gard, édition d'Art, 2008
- 69, année politique, Paris, Seuil, 2009 - (roman noir)
- Le Mal des ardents, Paris, Biro éd., coll. « Les Sentiers du crime », 2010 - (roman noir)
- Le Pain maudit de Pont-Saint-Esprit - (roman)
- Corps de délit, Horsain, 2014 - (roman noir)

## Filmographie

### Adaptation
- 2006 : Mon colonel, film français réalisé par Laurent Herbiet, adaptation du roman éponyme

### En tant que scripteur
- 2001 : L'Affaire Markovic - Documentaire pour France 3
- 2003 : Un œil sur les RG - Documentaire pour France 2
- 2005 : Je vous salue Marianne - Documentaire pour La Chaîne parlementaire

## Radio
- Vroum...vroum...motos. Atelier de création de Radio France, 1975. (Fiction audio)
- Jean Moulin, mémoires d'un homme sans voix. - Atelier de création radiophonique Provence-Méditerranée - Radio France 1999.
- Le Mystère de la cellule 31 - Série radiophonique pour France Bleu. Radio France, 2001.(Fiction audio)
- Le Commissaire et Paméla - Série radiophonique pour France Bleu. Radio France, 2002 (Fiction audio)
- De Dunkerque à Tamanrasset - Atelier de création radiophonique Provence-Méditerranée. Radio France, 2002. (Fiction audio)

## Sources
: document utilisé comme source pour la rédaction de cet article.
- Claude Mesplède (dir.), Dictionnaire des littératures policières, vol. 2 : J - Z, Nantes, Joseph K, coll. « Temps noir », 2007, 1086 p. (ISBN 978-2-910686-45-1, OCLC 315873361), p. 1062-1063.